# Изорелла
Изорелла (итал. Isorella, ломб. Izorèla) — коммуна в Италии, в провинции Брешиа области Ломбардия.
Население составляет 3533 человека, плотность населения составляет 236 чел./км². Занимает площадь 15 км². Почтовый индекс — 25010. Телефонный код — 030.